# Episodi di USA High (seconda stagione)
La seconda stagione della serie televisiva USA High è stata trasmessa in anteprima negli Stati Uniti d'America dalla USA Network tra il 16 novembre 1998 e il 10 giugno 1999.
| nº | Titolo originale             | Titolo italiano           | Prima TV USA     | Prima TV Italia |
| -- | ---------------------------- | ------------------------- | ---------------- | --------------- |
| 1  | The Gang, a Guy and a Bakery | Il nuovo studente         | 16 novembre 1998 |                 |
| 2  | Jackson's Assistant          | L'assistente di Jackson   | 17 novembre 1998 |                 |
| 3  | The Gang Gets a Car          | L'auto della banda        | 18 novembre 1998 |                 |
| 4  | I Want My MTV!               | Debutto a MTV             | 19 novembre 1998 |                 |
| 5  | Excess's Ex                  | Ritorno di fiamma         | 20 novembre 1998 |                 |
| 6  | Winnie Wear                  | Nuovo stile               | 28 dicembre 1998 |                 |
| 7  | Jackson the Brain            | Cervellone                | 28 dicembre 1998 |                 |
| 8  | For the Love of Ashley       | Per amore di Ashley       | 29 dicembre 1998 |                 |
| 9  | Cinder-Ashley                | Il principe azzurro       | 29 dicembre 1998 |                 |
| 10 | Hands Off My Christian       | Giù le mani dal mio amore | 30 dicembre 1998 |                 |
| 11 | The Blind Date               | Appuntamento al buio      | 30 dicembre 1998 |                 |
| 12 | Hey, Big Spender             | Il ragazzo ricco          | 31 dicembre 1998 |                 |
| 13 | Lights, Camera, Jackson      | Tutti per un video        | 31 dicembre 1998 |                 |
| 14 | Christian's Scholarship      | La borsa di studio        | 29 marzo 1999    |                 |
| 15 | It's a Wonderful Life        | La vita è meravigliosa    | 30 marzo 1999    |                 |
| 16 | Good Sports                  | La dichiarazione          | 31 marzo 1999    |                 |
| 17 | Psych 101                    | Psicologia                | 16 ottobre 1998  |                 |
| 18 | The Wedding                  | Il matrimonio di papà     | 8 giugno 1999    |                 |
| 19 | The Last Hurrah              |                           | 9 giugno 1999    |                 |
| 20 | Graduation Day               | Il giorno del diploma     | 10 giugno 1999   |                 |